# Karb (Syria)
Karb (arab. كرب) – wieś w Syrii, w muhafazie Aleppo, w dystrykcie Ajn al-Arab. W 2004 roku liczyła 51 mieszkańców.